# Nombre univers
Un nombre univers est un nombre réel dans les décimales duquel on peut trouver n'importe quelle succession de chiffres de longueur finie, pour une base donnée. Ainsi, si l'on se donne une manière de coder les caractères d'un livre selon une suite de chiffres (ce qui est le cas, par exemple, dans tout format informatique), on trouvera dans un nombre univers tous les livres déjà écrits et à venir, y compris celui de l'histoire de votre vie passée et future.
Mais on ne peut bien sûr pas en tirer une quelconque information : ce serait aussi efficace que de générer une succession aléatoire de lettres et de réessayer jusqu'à obtenir le livre que l'on cherche, et cela suppose de le connaître déjà lettre par lettre.

## Définitions
Une suite univers en base dix est une suite de chiffres (de 0 à 9) telle que toute suite finie de chiffres apparait comme sous-suite formée de termes consécutifs (que nous désignerons par le vocable « séquence »).
Un nombre univers en base dix est un réel dont la suite des décimales est une suite univers.
Ces définitions peuvent se donner dans une base quelconque, en particulier en base 2.

## Historique
La notion et l'appellation ont été introduites en 1996 par Jean-Paul Delahaye. Ce même auteur a utilisé l'appellation « nombre universel » dans un article de 2018 et un autre de 2022. Les traductions littérales de l'anglais seraient « nombre riche » ou « nombre disjonctif ».

## Exemples
- Le résultat suivant[4]  fournit nombre d'exemples de suites univers, et donc de nombres univers : Si {\displaystyle (a_{n})} est une suite strictement croissante d'entiers {\displaystyle >0} telle que {\displaystyle \lim {\frac {a_{n+1}}{a_{n}}}=1}, alors pour tout entier strictement positif {\displaystyle m} et toute base {\displaystyle b}, il existe un {\displaystyle a_{n}} dont l'expression dans la base {\displaystyle b} commence par l'expression de {\displaystyle m} dans la base {\displaystyle b} . Par conséquent, la suite obtenue en énumérant successivement les chiffres en base {\displaystyle b}  des {\displaystyle a_{n}} est une suite univers en base {\displaystyle b} , et fournit en même temps un nombre univers.
  - Pour {\displaystyle a_{n}=n}, on obtient en base dix la constante de Champernowne {\displaystyle 0,1\,2\,3\,4\,5\,6\,7\,8\,9\,10\,11\,12...}
  - Pour {\displaystyle a_{n}=n^{2}}, on obtient le nombre {\displaystyle 0,1\,4\,9\,16\,25\,36\,49\,64...}, voir la suite A001191 de l'OEIS
  - Plus généralement, on peut prendre comme {\displaystyle a_{n}} la partie entière d'une suite polynomiale positive, par exemple {\displaystyle a_{n}=\left\lfloor \pi n^{4}+18\right\rfloor }
  - La suite des nombres premiers {\displaystyle (p_{n})} vérifie aussi la propriété puisque {\displaystyle p_{n}\sim n\ln n} ; on obtient alors la constante de Copeland-Erdős {\displaystyle 0{,}2357\,11\,13\,17\,19\,23\,29\,31\,37\,41\cdots }
- Les nombres donnés en exemples précédemment vérifient une propriété plus forte que celle d'être des nombres univers : ce sont des nombres normaux ; non seulement chaque séquence apparait dans le développement, mais elle apparait une infinité de fois selon une statistique équirépartie.

- Un exemple de nombre univers en base dix mais qui n'est pas normal est donné par le nombre {\displaystyle 0,102030405060708090100011001200...}obtenu en intercalant "k" 0 après chaque entier de "k" chiffres : la fréquence des 0 (égale à 1/2+1/20) y est supérieure à celle des autres chiffres (1/20).

- Si la suite d'entiers {\displaystyle (a_{n})} vérifie la loi de Benford en toute base, alors de nouveau pour tout entier positif {\displaystyle m} et toute base {\displaystyle b}, il existe un {\displaystyle a_{n}} dont l'expression dans la base {\displaystyle b} commence par l'expression de {\displaystyle m} dans la base {\displaystyle b} (la propriété de Benford, plus forte, impliquant que l'entier {\displaystyle m} a une fréquence d'apparition non nulle comme début d'un élément de {\displaystyle (a_{n})}) ;  Ceci permet d'avoir des exemples de suite {\displaystyle (a_{n})} fournissant un nombre univers et ne vérifiant pas {\displaystyle \lim {\frac {a_{n+1}}{a_{n}}}=1}, comme :  
  - le nombre univers  {\displaystyle 0,1248\,16\,32\,64\,128\,...}.. obtenu en concaténant les puissances de 2 [5],[3] (voir la suite A000455 de l'OEIS),
  - le nombre obtenu en concaténant les termes de la suite de Fibonacci (voir la suite A031324 de l'OEIS), ou de la suite des factorielles.

- On pense que les constantes irrationnelles qui sont définies par des propriétés ne faisant pas intervenir leurs décimales, comme {\displaystyle \pi }, {\displaystyle {\sqrt {2}}} et tous les nombres algébriques irrationnels sont des nombres normaux[6] en toute base, et donc des nombres univers, mais on ne sait le prouver pour aucune[7].
- Par contre, les nombres transcendants ne sont pas tous des nombres univers, comme les nombres de Liouville[7].

## Propriété de densité
Bien qu'on ne connaisse pas de nombre univers en toute base, on sait que leur ensemble « remplit » l'ensemble des réels, à la fois au sens de la mesure de Lebesgue et au sens de Baire. En effet, son complémentaire est σ-poreux, donc à la fois négligeable et maigre.
On obtient donc le paradoxe suivant : presque tout nombre réel est un nombre univers en toute base, mais on n'en connait aucun, si l'on ne tient pas compte de nombres « aléatoires » comme le nombre Oméga de Chaitin (qu'on peut définir rigoureusement, mais qu'on ne peut pas calculer).